# サウス・バーリンゲーム (ポートランド)
サウス・バーリンゲーム（South Burlingame）は、アメリカ合衆国オレゴン州ポートランド南西部区域の地区の一つ。西部でマルトノマ、北部でヒルズデールとサウス・ポートランド、東部でリバー・ビュー墓地、南部でマーカム、マーシャル・パーク、コリンズ・ビューに隣接する。
州間高速道路5号線（I-5）がサウス・バーリンゲーム北部を横切っており、それにより分断された北部がフルトン公園を形成している。

## 公園
- バーリンゲーム公園（1949年）
- フルトン公園（1941年） - フルトン公園公民館（1914年に小学校として竣工、1958年にポートランド公園緑地管理局が獲得）、フルトン地域公園（1974年）を含む。